# Camisa de Vênus
Camisa de Vênus é uma banda brasileira de rock formada em Salvador em 1980 e encontra-se em atividade até hoje. Fez grande sucesso no cenário brasileiro dos anos 80, sendo uma banda tida como mais "suja" do que as outras pelo seu nome (na época era muito utilizado como sinônimo de preservativo) e pelos palavrões nas letras. Suas principais músicas são "Bete Morreu" e um cover de "Negue", do primeiro disco; "Eu Não Matei Joana D'Arc", "Hoje" e um cover de "Gotham City", do segundo álbum; "Silvia" e um cover de "My Way", do primeiro álbum ao vivo; "Simca Chambord", "Deus me Dê Grana" e "Só o Fim", do terceiro disco e "Muita Estrela, Pouca Constelação" do quarto disco com Raul Seixas.

## História
A banda foi formada em 1980 quando Marcelo Nova, que trabalhava na FM Aratu em Salvador, conheceu Robério Santana, que trabalhava na TV Aratu. Conversando sobre música os dois descobriram que tinham gostos em comum e decidiram montar uma banda. Marcelo Nova seria o vocalista e Robério Santana o baixista. Robério resolveu chamar seu amigo Karl Hummel para assumir a guitarra base e este, por sua vez, chamou seu amigo Gustavo Adolpho Souza Mullem para tocar bateria. Se juntou ao grupo o guitarrista solo Eugênio Soares.
Nos ensaios, as pessoas que compareciam diziam que o som da banda era muito incômodo. Por isso, Marcelo Nova sugeriu o nome de Camisa de Vênus, por achar preservativo uma coisa muito incômoda. Após duas apresentações em Salvador, Eugênio Soares sai do grupo e Gustavo Mullem, que queria tocar guitarra solo, chama Aldo Pereira Machado para assumir a bateria. Esta seria a formação que tocaria junta até o primeiro fim da banda, em novembro de 1987.
Com a realização de alguns shows na capital baiana, uma pequena gravadora local, chamada NN Discos, se interessa pela banda e chama-os para gravarem um compacto, com a possibilidade de gravarem um álbum. A banda grava duas músicas em Salvador: "Controle Total" e "Meu Primo Zé". O lado A continha uma música "chupada" de "Complete Control" do The Clash, mas com uma letra que falava da vida na Bahia. Já o lado B era composto de uma versão da música "My Perfect Cousin" do The Undertones. O compacto foi lançado em julho de 1982.
Após o compacto, a gravadora decide dar a oportunidade deles gravarem um álbum. Entretanto, com o sucesso de outras bandas do incipiente rock brasileiro dos anos 80 - o primeiro compacto da Blitz é de 1982, assim como o dos Paralamas do Sucesso e o do Kid Abelha -, a Som Livre se interessa em lançar nacionalmente o álbum. Então, Marcelo Nova é chamado para uma reunião com os executivos da gravadora Som Livre, Heleno de Oliveira e João Araújo, pai de Cazuza. Neste encontro, eles expõem um "problema" para Marcelo Nova: o nome da banda atrapalharia a divulgação do primeiro trabalho (nos jornais o Camisa de Vênus era tratado como "Camisa de…"). Eles sugeriram que o nome fosse trocado por outro "melhor". Marcelo Nova diz que aceitaria a troca de nome e propõe que o novo nome seja "Capa de Pica".
Esta reunião selaria o destino do Camisa de Vênus na gravadora Som Livre e o seu primeiro álbum homônimo, lançado em 1983, teria a distribuição prejudicada. O álbum continha a música Bete Morreu, que faria sucesso nacionalmente, mas que, pouco tempo depois, teria a sua execução radiofônica proibida em todo o território nacional pela censura.
Após o lançamento, a banda fica quase um ano sem gravadora, mas acaba assinando com a RGE. Assim, em 1984, sai o segundo álbum da banda, chamado Batalhões de Estranhos. O disco traz uma banda mais madura e com melhores recursos de estúdio à sua disposição, o que proporciona a realização de um som mais polido e menos agressivo. O segundo álbum da banda traz mais um sucesso radiofônico, Eu Não Matei Joana D'Arc e eles saem novamente em turnê.

### Mudança de gravadora
Ao assistir um show da banda, André Midani (diretor da gravadora WEA, na época) vai ao camarim da banda dizer que considerou aquele show "um insulto", e que pretendia levar tal insulto à sua gravadora. Fica acertado então que o Camisa de Vênus lançaria um álbum com o registro ao vivo de um show da turnê, produzido por Pena Schmidt e lançado ainda pelo selo RGE. Ao analisar o material, eles decidem lançar um show em Santos, realizado no dia 8 de março.
Marcelo Nova, que já tinha experiência de músicas censuradas, decide não enviar o álbum à apreciação da Censura, que continuava em vigor apesar do fim da ditadura militar. O álbum Viva foi lançado em 1986 e, quando estava com cerca de 40 mil cópias vendidas foi recolhido pela Polícia Federal por ordens da censura. O próprio Marcelo Nova presenciou cópias de seu disco sendo recolhidas em São Paulo.
Após este episódio, o álbum teve oito de suas dez músicas censuradas por conterem linguagem inapropriada. Entretanto, com a volta às vendas, apesar da proibição de execução radiofônica e, talvez, devido ao impulso conseguido com as notícias da censura do álbum, suas vendas atingem a marca de 180 mil.
Ainda em 1986, entram em estúdio novamente e gravam o álbum Correndo o Risco, o primeiro pela gravadora Warner. O álbum é produzido por Pena Schmidt continuando a parceria que se encerraria apenas com o fim da banda. Ele vende 300 mil cópias e a música "Só o Fim" torna-se a mais tocada nas rádios naquele ano. Além da já citada, são destaques do álbum as músicas "Simca Chambord" e "Deus Me Dê Grana".

### Término da banda
Após mais uma turnê, a banda se reúne em estúdio para gravar um novo álbum. Chamam Raul Seixas para uma participação, o que resulta na composição e gravação de Muita Estrela, Pouca Constelação. Marcelo Nova e o Camisa de Vênus conheciam Raul desde uma apresentação no Circo Voador, no Rio de Janeiro em 1984, quando foram informados que Raulzito viria vê-los e acabaram tocando uma seleção de covers de clássicos do rock.
Assim, em outubro de 1987, lançam o primeiro álbum duplo do rock nacional, Duplo Sentido. A recepção ao álbum é inferior ao último, talvez em reflexo do grande número de músicas. Apesar disto, as vendas somam cerca de 40 mil, mesmo sem uma grande turnê de divulgação.
Desde o disco anterior da banda, Marcelo Nova vinha pensando em sair para seguir novos rumos. Também as relações entre os membros estavam desgastadas pelos vários anos de convivência. Então, logo após o lançamento deste álbum, ele anuncia à banda que estava deixando o grupo para seguir carreira solo, mas que eles poderiam continuar se quisessem. Entretanto, os demais membros decidem encerrar a carreira do grupo.

### Volta em 1995
Em meados de 1995, Karl Hummel ligou para Marcelo Nova querendo voltar com a banda. Para convencer Marcelo Nova disse que tinha ouvido outro dia na TV que o Skank era a "nova sensação do rock nacional" e que, por isso, eles precisavam voltar. Eles chamam Robério Santana para reassumir o baixo, mas Gustavo Mullem e Aldo Machado decidem não participar. Gustavo Mullem estava trabalhando no exterior e Aldo Machado tornou-se cristão e não desejava mais tocar com o Camisa.
Para completar a banda, Marcelo Nova reúne metade do Camisa de Vênus original com metade da sua banda de apoio do álbum A Sessão sem Fim. Assim, completam a formação dois músicos antológicos do rock nacional, Luis Sérgio Carlini na guitarra solo e Franklin Paolillo na bateria, além de Carlos Alberto Calazans nos teclados, músico que acompanhava Marcelo Nova desde a sua saída do Camisa de Vênus.
Carlini havia sido o guitarrista do Tutti Frutti, a banda de Rita Lee nos anos 70 após a sua saída dos Mutantes e Paolillo tocou com Carlini no Tutti Frutti, participando do álbum Fruto Proibido, e também na formação original do Joelho de Porco.
Com esta nova formação o Camisa inicia uma série de shows e assina com a Polygram um contrato para o lançamento de dois álbuns. Assim, ainda em 1995, gravam um show realizado no Aeroanta, em São Paulo, e lançam o álbum ao vivo Plugado!. O álbum teve boa repercussão, apresentando o Camisa para uma nova geração de fãs.
Para consolidar esta fase, no ano seguinte, a banda entra em estúdio para gravar o disco Quem É Você?. Este álbum conta com a participação de Eric Burdon, lendário vocalista do The Animals, dividindo os vocais com Marcelo Nova e, também, produzindo um cover de Don't Let Me Be Misunderstood. Além disto, conta também com a participação dos Raimundos na faixa "Essa Linda Canção", que recebeu grande repercussão na MTV.
Após um ano em turnê, Marcelo Nova decide terminar com o Camisa de Vênus novamente e voltar com a sua carreira solo, no ano seguinte.

### Reunião em 2004
Em janeiro de 2004, a banda se reúne para tocar na 6ª edição do Festival de Verão de Salvador e, também, para realizar outros shows. O Camisa se apresenta com Marcelo Nova, Karl Hummel e Gustavo Mullem - da formação original - mais Lu Stopa no baixo, Johnny Boy nos teclados e guitarra adicional, e Denis Mendes na bateria como banda de apoio. A apresentação é gravada e lançada no mesmo ano como um DVD ao vivo. No fim do ano, o Camisa de Vênus volta a se separar.

### Reunião em 2007
Em 2007, se reúnem para uma turnê com alguns shows pelo Brasil, e também gravam um DVD ao vivo a partir de um show em Divinópolis. Nesta reunião a banda é formada por Marcelo Nova, Karl Hummel, Robério Santana e Gustavo Mullem, da formação original, mais Luiz Carlini e Denis Mendes.

### Reunião em 2009
A banda se reúne novamente em 3 de maio de 2009 para um show na 5ª edição da Virada Cultural de São Paulo, com a seguinte formação: Marcelo Nova (vocal), Robério Santana (Baixo), Karl Franz Hummel (guitarra base), Gustavo Mullem (Guitarra solo), Ivan Busic (bateria) e Luiz Carlini (guitarra). Naquela mesma noite do festival também tocaram bandas de rock como Tutti Frutti, Joelho de Porco e Velhas Virgens. Após a apresentação, Robério Santana, Karl Hummel e Gustavo Mullem decidem continuar com a banda, mesmo sem a presença de Marcelo Nova. Assim, no início de 2010, a banda anuncia a volta oficial, porém, com a presença de Eduardo Scott (ex-Gonorreia) nos vocais e Louis Bear na bateria. Essa volta começa com uma série de shows pelo país juntamente com a banda Raimundos. No final de 2010, Robério Santana sai novamente do Camisa que continua com um músico de apoio no seu lugar, o baixista Jerry Marlon. A banda - agora formada por Hummel, Mullem e Scott, mais dois músicos de apoio no baixo e na bateria - faz planos para lançar discos em 2011. Assim, em 2011, a banda lança de forma independente uma coletânea - Mais Vivo do Que Nunca - com Scott interpretando os clássicos que foram eternizados na voz de Marcelo e com uma música inédita, "Sem Nada". Entretanto, em 2012, Marcelo Nova, alegando insatisfação com o que considera a má qualidade do lançamento e, também, com o fato de a banda ter sido contemplada com uma verba de um edital de incentivo à cultura do governo baiano, entra na justiça para impedir que os três lancem mais álbuns utilizando o nome "Camisa de Vênus".
Em 2014, lança sua terceira temporada com apenas Gustavo Mullem e Karl Hummel da formação original, mais Eduardo Scott nos vocais, mas agora contando com Ivan Oliveira no baixo e Cloud na bateria.

### Turnê de 35 anos e Dançando na Lua

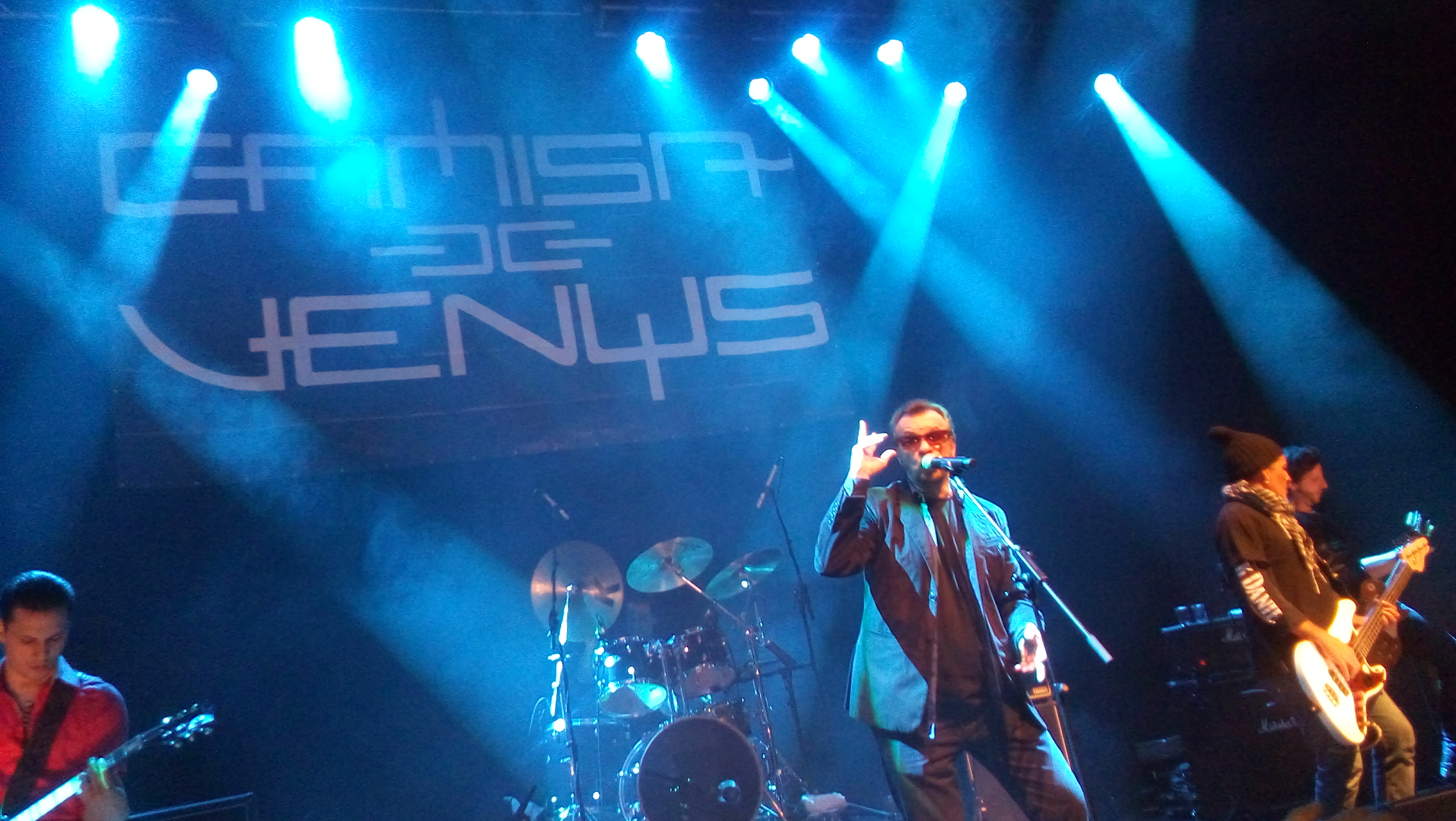
Show no Sesc Jundiaí em 22 de julho de 2016 - Turnê de lançamento de "Dançando na Lua"

Em 2015, Marcelo Nova e Robério Santana anunciam uma turnê do Camisa de Vênus comemorativa dos 35 anos da banda, contando com músicos da banda da carreira solo de Marcelo como banda de apoio (Drake Nova, filho de Marcelo, na guitarra; Leandro Dalle na outra guitarra; e Célio Glouster na bateria). Nesta turnê, a banda passou pelas principais capitais do país, como São Paulo, Rio de Janeiro, Salvador, Curitiba e Recife. A atual formação foi definida como um "rolo compressor" no palco, tocando ao menos uma canção de cada um dos seus sete álbuns lançados até então.
Em maio, a banda anuncia que pretende lançar um novo disco de inéditas no meio do ano. Em 11 de junho, é lançado o primeiro single do novo disco, a música "A Raça Mansa". No dia 22 do mês seguinte, é oficialmente lançado o novo álbum, Dançando na Lua, contendo 10 faixas inéditas, sendo uma delas um cover de Jards Macalé. Em seguida, a banda anuncia uma turnê homônima que renderia o lançamento do disco ao vivo Dançando em Porto Alegre - álbum que saiu apenas em 23 de novembro de 2018 e foi feito a partir de uma apresentação realizada em 22 de outubro de 2016. Em 2017, a banda sai na turnê Toca Raul que renderia o lançamento de Camisa de Vênus - Estúdio Showlivre - álbum que saiu em 2 de agosto de 2017 e traz apresentação da banda realizada no dia 14 de julho do mesmo ano.

### Agulha no Palheiro
No início de junho de 2021, a banda anuncia a intenção de lançar um novo álbum de inéditas em comemoração aos 40 anos de carreira. No dia 25 de junho, sai o novo single, "Agulha no Palheiro". No mês seguinte, no dia 23, sai o segundo single do disco: Jaiminho Empenado. Finalmente, no dia 16 de agosto, é lançado o álbum Agulha no Palheiro e a banda embarca em nova turnê.

## Integrantes

#### Formação atual
- Marcelo Nova: vocal.
- Drake Nova: guitarra.
- Leandro Dalle: guitarra.
- Robério Santana: baixo.
- Célio Glouster: bateria.

## Discografia

### Álbuns de estúdio
- 1983 - Camisa de Vênus
- 1985 - Batalhões de Estranhos
- 1986 - Correndo o Risco
- 1987 - Duplo Sentido
- 1996 - Quem É Você?
- 2016 - Dançando na Lua
- 2021 - Agulha no Palheiro

### Ao Vivo
- 1986 - Viva
- 1995 - Plugado!
- 2004 - Ao Vivo - Festival de Verão Salvador
- 2017 - Camisa de Vênus - Estúdio Showlivre
- 2018 - Dançando em Porto Alegre

### Singles
- 1982 - Controle Total
- 1985 - Eu Não Matei Joana D'Arc
- 1986 - Rotina
- 1986 - Simca Chambord
- 1986 - Só o Fim
- 1987 - Deus me Dê Grana
- 1987 - Muita Estrela, Pouca Constelação
- 1995 - Bota pra Fudê
- 1996 - O Ponteiro Tá Subindo
- 2016 - A Raça Mansa
- 2018 - Bete Morreu (ao Vivo)
- 2018 - Dançando na Lua (ao Vivo)
- 2021 - Agulha no Palheiro
- 2021 - Jaiminho Empenado

### Coletâneas
- 1988 - Liberou Geral
- 1990 - Bota pra F...
- 2000 - Pérolas - Camisa de Vênus
- 2001 - E-Collection - Camisa de Vênus & Marcelo Nova
- 2006 - Warner 30 Anos - Camisa de Vênus
- 2011 - Mais Vivo do Que Nunca

## Videografia
- 2004 - Ao Vivo - Festival de Verão Salvador
- 2007 - Ao Vivo em Divinópolis
- 2018 - Dançando em Porto Alegre